# Felisa Herrero
Felisa Herrero López (Rapariegos, Segovia 21 de septiembre de 1903 - Madrid, 21 de septiembre de 1962) fue una soprano y empresaria española, vinculada al Teatro de la Zarzuela.

## Trayectoria
Se formó en el Conservatorio de Madrid, mientras recibía clases con el barítono y compositor Ignacio Tabuyo. Amadeo Vives fue uno de los primeros en admirarla como cantante, haciendo así que comenzara a actuar en el Teatro Real, interpretando papeles como Amaya o La Bohème. Herrero cantó en múltiples zarzuelas de este compositor, obteniendo gran éxito en sus papeles, entre las que destacamos Doña Francisquita en 1925 o La villana en 1927.
En 1929, debido a su gran fama como cantante, decidió probar suerte como empresaria. Creó su propia compañía, especializada en género chico, en la que participaron Tino Pardo, Díaz Flor y Joaquín Valle como tenores y Flore Pereyra como tiple cómica. Su director fue Emilio Acevedo, y la primera zarzuela interpretada por la compañía fue Bohemios.
En 1931 formó una compañía junto al tenor Delfín Pulido, con la que actuó por España, Sudamérica y Centroamérica. El inicio de la Guerra Civil truncó la gira que preparaban juntos y que habría de comenzar por Ceuta y Melilla.
Felisa Herrero fue una cantante muy admirada por la crítica, que alababa su voz de un amplio registro, con características tanto de soprano lírica como dramática. También destacan su trabajo actoral. Todas estas características la convirtieron en una de las sopranos más importantes de los años treinta del siglo XX. Tiene también una amplia discografía, entre la que destaca Doña Francisquita para Columbia, bajo la dirección de Daniel Montorio y con Cora Raga y Emilio Vendrell como parte del elenco.

## Papeles principales
| Obra                     | Compositor           | Personaje           | Año de interpretación |
| ------------------------ | -------------------- | ------------------- | --------------------- |
| La montería              | Jacinto Guerrero     | Marta               | 1923                  |
| Doña Francisquita        | Amadeo Vives         | Doña Francisquita   | 1925                  |
| Molinos de Viento        | Pablo Luna           | Margarita           | 1925                  |
| La bruja                 | Ruperto Chapí        | Rosalía             | 1926                  |
| El caserío               | Jesús Guridi         | Ana Mari (Estreno)  | 1926                  |
| La villana               | Amadeo Vives         | Casilda (Estreno)   | 1927                  |
| La marchenera            | Moreno Torroba       | Valentina (Estreno) | 1928                  |
| El romeral               | Acevedo y Díaz Giles | Carmela (Estreno)   | 1929                  |
| El ruiseñor de la huerta | Leopoldo Magenti     | Mary-Luz (Estreno)  | 1930                  |
| La rosa del azafrán      | Jacinto Guerrero     | Sagrario            | 1931                  |
| La chulapona             | Moreno Torroba       | Rosario (Estreno)   | 1934                  |

## Reconocimientos
El 12 de julio de 1928 se celebró en Valladolid una función a beneficio de Felisa Herrero. Con este tipo de actuaciones, todos los beneficios que se recaudan por la función van a parar al homenajeado. Interpretaron la zarzuela Bohemios y, tras la representación, se celebró un concierto en su honor, en el que intervinieron, entre otros, Moreno Torroba.
Este tipo de reconocimientos se repitieron en varias ocasiones durante su carrera. El 23 de marzo de 1929 actuó en una representación de Canción de amor y guerra también en su beneficio. El 8 de julio de 1929 Felisa Herrero interpretó El romeral en el Teatro de la Zarzuela, en una función en la que todos los beneficios fueron destinados a ella. La crítica alabó a la soprano, calificándola de "tiple extraordinaria". El 6 de enero de 1930 se realizó en el Teatro Pereda de Santander una actuación de la compañía de Herrero con las mismas características.
En 2021 se rindió homenaje a la figura de Felisa Herrero, gracias al proyecto "Supersegovianas", una iniciativa de la Diputación de Segovia para conocer la labor y la carrera de mujeres ilustres nacidas en esta provincia.